# Falltorweg 6/8 (Buchschlag)

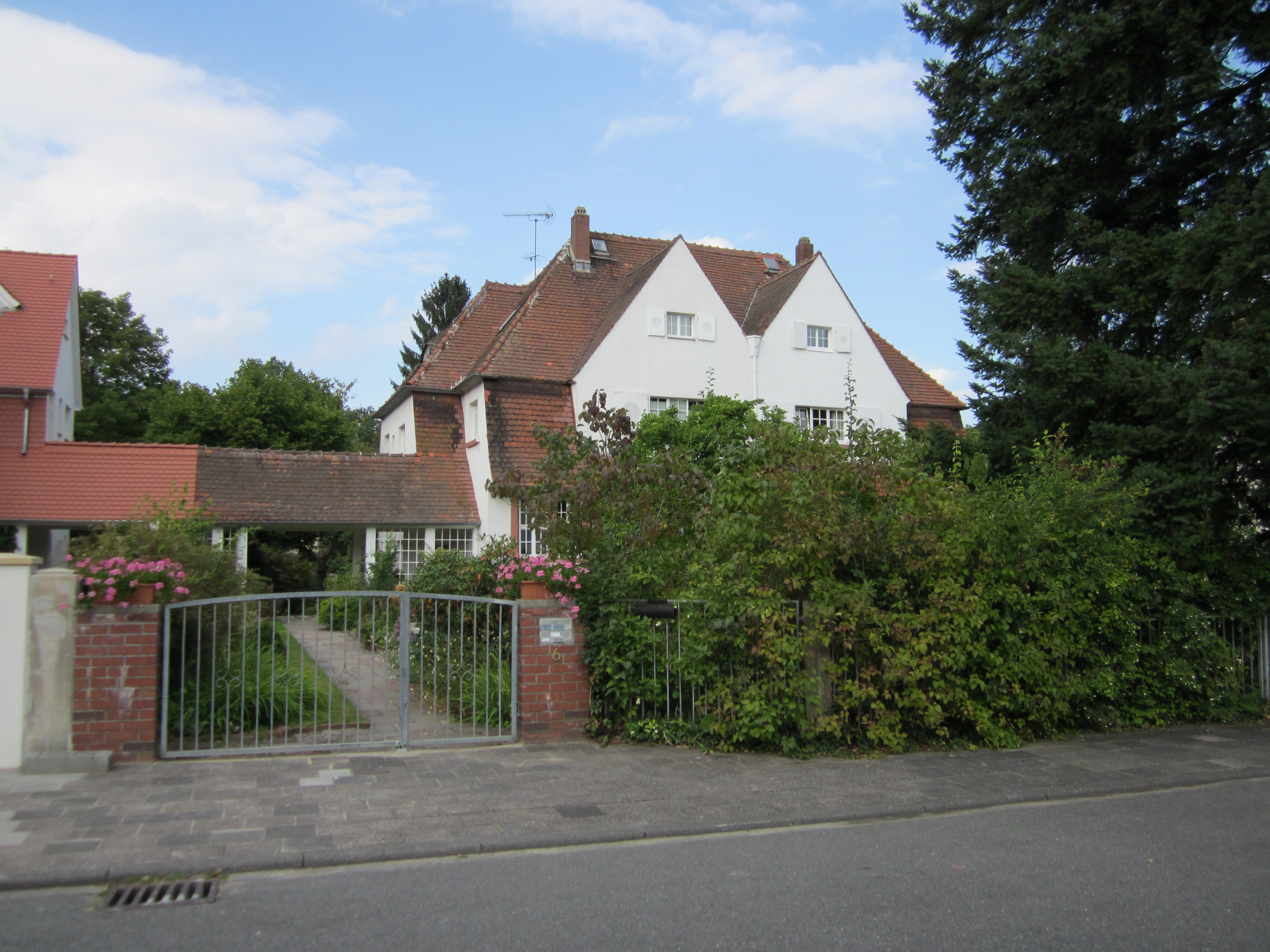
Doppelhaus Falltorweg 6/8 in Buchschlag, mit Laubengang zum Haus Nr. 4

Das Gebäude Falltorweg 6/8 in Buchschlag, einem Stadtteil von Dreieich im südhessischen Landkreis Offenbach, wurde in den 1900er Jahren errichtet. Das Doppelhaus in der Villenkolonie Buchschlag ist ein geschütztes Kulturdenkmal.
Das Doppelhaus ist mit dem Nachbargebäude Nr. 4 durch einen überdachten Laubengang verbunden. Die äußere Form wird bestimmt durch den Doppelgiebel unter den Satteldächer nach englischem Vorbild im Mansardwalmdach. Die Fenster in liegendem Format haben eine kleinteilige Sprossung. Die Putzflächen kontrastieren mit dem Mauerwerk im Sockel und den Brüstungen. 